# Cubaris spenceri
Cubaris spenceri là một loài chân đều trong họ Armadillidae. Loài này được Barnes miêu tả khoa học năm 1934.